# FK Udineze
Udineze (ital. Udinese Calcio) je fudbalski klub iz Udina, Italija. Klub je osnovan 1896. godine i drugi je najstariji italijanski klub, posle FK Đenove. Trenutno se takmiči u Seriji A. Udineze svoje mečeve igra na stadionu Frijuli koji ima kapacitet od 25.144 mesta.

## Istorija

### Od osnivanja do sezone 1949/50.
Udineze Kalčo je osnovano 1896. godine kao deo "Società Udinese di Ginnastica e Scherma" (Gimnastičko i mačevalačko društvo Udina). U inauguralnoj godini klub je osvojio turnir "Torneo FNGI" u Trevizu, pobedivši Feraru sa 2:0, ali ova titula nikada nije zvanično priznata, jer je Turnir organizovan od strane Mačevalačkog Saveza, a ne FIGC (koji je osnovan tek 1898. godine).
Petog jula 1911. nekoliko članova Društva, predvođeno Luiđijem Dal Danom, osnovalo je A.C. Udinese, koje je ubrzo postalo član FIGC. Novooformljena ekipa je na debiju u prijateljskom meču pobedila Juventus Palmanova sa 6:0.
Već u sezoni 1912/13. Udineze je uzelo učešće u oficijelnom šampionatu FIGC. Počeli su takmičenje u "Campionato Veneto di Promozione" (Šampionat Veneta za Promociju) koji se sastojao samo od tri tima (druga dva su bila Petrarka i Padova). Sa dve pobede nad Padovom (od 3:1 i 5:0), Udineze je završilo ovaj Šampionat na drugom mestu iza Petrarke i time obezbedilo promociju u takmičenje višeg ranga - "Prima Catergoria". Udineze nije uspelo da se plasira u Nacionalni Šampionat, sve do sezone 1921/22, kada je takođe stiglo do finala italijanskog Kupa, gde je poraženo od F.C. Vado sa 1:0, nakon produžetaka.
Zebrete sve do istorijske sezone 1949/50. (kada su izborili promociju u Seriju A, završivši kao drugoplasirani u Seriji B) samo dve sezone provode u najvišem rangu takmičenja, dok ostalih sezona prelaze u više navrata iz drugog u treći, pa čak ispadaju i u četvrti rang takmičenja.

### Od sezone 1949/50. do 2000. godine
Udineze nakon pomenute sezone 1949/50. ostaje u Seriji A još pet sezona i zamalo osvaja istorijski "Scudetto" u sezoni 1954/55, kada završavaju drugi iza Milana. Nakon ove sezone Udineze je izbačeno iz Serije A, zbog navoda da je utakmica sa Pro Patrijom (odigrana zadnjeg dana sezone 1952/53) bila nameštena.
Iako su mnogobrojni članovi ove generacije napustili tim odmah nakon prebacivanja u niži rang (Bettini i Selmasson su prešli u Lacio, La Forgia i Dell'Innocenti u Bolonju, Szoke u Triestinu, dok je veteran Zorzi završio karijeru), ekipa je ostvarila svih 17 pobeda na domaćem terenu u sledećoj sezoni i osvojila prvo mesto, ekspresno se vrativši u Seriju A, gde sledeće godine osvaja respektabilno četvrto mesto.
Nakon ovog kratkog perioda igranja u najvišem rangu, već u sezoni 1961/62. tim ispada u Seriju B, a na kraju 1963/64. i u Seriju C, gde će se zadržati sve do 1977/78. kada se ponovo vraća u drugi rang takmičenja, predvođeni trenerom Masimom Đakominijem. Iste sezone je osvojen Coppa Italia Semiprofessionisti, kao i Anglo - Italijanski Kup.
Sledeće sezone Udineze osvaja i Seriju B, te se posle dve decenije odsustvovanja vraća u Seriju A.
Vrhunac ove generacije sa Đakominijem je osvojeno šesto mesto u sezoni 1982/83, kada je glavna zvezda tima bio Ziko. Ipak u sezoni 1985/86. tim je u aferi Totonero optužen za nameštanje mečeva, te je sledeću sezonu počeo sa minus devet bodova (iako je prvobitna kazna bila izbacivanje u Seriju B). Iako je tim odigrao vrlo dobru drugu polusezonu, na kraju je zaista i izgubio prvoligaški status, mada da se posmatrao broj osvojenih bodova bez oduzetih devet, Udineze bi opstalo u prvoj ligi.
U narednim godinama tim se selio iz prvog u drugi rang takmičenja više puta, da bi od sezone 1995/96. do danas Udineze postalo stabilan i respektabilan tim u Seriji A. Čak je u sezoni 1996/97. ostvaren plasman u UEFA Kup, sa Albertom Zakeronijem kao menadžerom, dok je sledeće sezone ostvaren plasman na izvanredno treće mesto, pre svega zahvaljujući golovima koje je postigao Oliver Birhof (27 u prvenstvu).

### Od 2000. godine do danas
U martu 2001. zaposlen je Lučijano Spaleti kao menadžer, koji je obezbedio opstanak ekipe te sezone. Nakon epizodnih uloga Roja Hodžsona i Đampjera Venture na mestu menadžera, Spaleti je opet zaposlen na početku sezone 2002/03, nakon toga stvorivši tim koji je igrao vrlo lep i napadački fudbal u narednim godinama. 
Već 2002/03 je ostvaren plasman u UEFA Kup, a zatim nakon iznenađujućeg osvajanja četvrtog mesta u sezoni 2004/05 i prvi plasman u grupnu fazu Lige Šampiona. Spaleti je napustio ekipu u junu 2005. godine. Narednih sezona ekipa je nastavila da ostvaruje zapažene rezultate, pa je tako 2007/08. i 2008/09. tim opet igrao u UEFA Kupu, dok je nakon ponovo osvojenog četvrtog mesta u sezoni 2010/11. tim u kvalifikacijama za grupnu fazu Lige Šampiona ispao od Arsenala ukupnim rezultatom 3:1.
U ovom periodu se najviše istakao današnji kapiten ekipe Antonio Di Natale "Toto" koji je od sezone 2004/05, kada je došao iz Empolija, bio najbolji strelac Serije A u sezonama 2009/10. i 2010/11. (prvi igrač nakon Pepea Sinjoria kojem je to dva puta uzastopno pošlo za nogom), Fudbaler godine Serije A 2010. i najbolji strelac Italijanskog Kupa 2014/15. Do danas je postigao preko 225 golova za tim u svim takmičenjima, probivši se na osmo mesto najboljih strelaca Serije A svih vremena.

## Uspesi
- Serija B :
  - Prvak (2) : 1955/56 , 1978/79.

- Intertoto kup : 1
  - Pobednik (1) : 2000.

- Mitropa kup : 1
  - Pobednik (1) : 1980

- Anglo-italijanski kup : 1
  - Pobednik (1) : 1978.

## Udineze u evropskim takmičenjima
| Sezona  | Takmičenje       | Kolo          | Zemlja       | Klub                     | Rezultat            |
| ------- | ---------------- | ------------- | ------------ | ------------------------ | ------------------- |
| 1961    | Mitropa Kup      | Grupa         | Чехословачка | Kladno                   | 3:2                 |
|         |                  | Grupa         | Аустрија     | LASK Linc                | 2:2                 |
|         |                  | Grupa         | Аустрија     | Viner Nojštater          | 4:1                 |
|         |                  | Polufinale    | Чехословачка | Njitra                   | 3:4, 1:1            |
| 1980    | Mitropa Kup      | Grupa         | Југославија  | Čelik Zenica             | 0:0, 3:2            |
|         |                  | Grupa         | Чехословачка | Crvena zvezda Heb        | 3-2, 0-2            |
|         |                  | Groep         | Мађарска     | Debrecin                 | 0:0, 2:0            |
| 1997/98 | Kup UEFA         | 1. kolo       | Пољска       | Viđev                    | 0:1, 3:0            |
|         |                  | 2. kolo       | Холандија    | Ajaks                    | 0:1, 2:1            |
| 1998/99 | Kup UEFA         | 1. kolo       | Њемачка      | Bajer Leverkuzen         | 1:1, 0:1            |
| 1999/00 | Kup UEFA         | 1. kolo       | Данска       | Alborg                   | 1:0, 2:1            |
|         |                  | 2. kolo       | Пољска       | Legija Varšava           | 1:0, 1:1            |
|         |                  | 3. kolo       | Њемачка      | Bajer Leverkuzen         | 0:1, 2:1            |
|         |                  | Osmina finala | Чешка        | Slavija Prag             | 0:1, 2:1            |
| 2000    | Intertoto kup    | 3. kolo       | Данска       | Alborg                   | 2:0, 1:2            |
|         |                  | Polufinale    | Аустрија     | Austrija Beč             | 1:0, 2:0            |
|         |                  | Finale        | Чешка        | Sigma Olomouc            | 2:2, 4:2 p.p.       |
| 2000/01 | Kup UEFA         | 1. kolo       | Пољска       | Polonija Varšava         | 1:0, 2:0            |
|         |                  | 2. kolo       | Грчка        | PAOK                     | 1:0, 0:3            |
| 2003/04 | Kup UEFA         | 1. kolo       | Аустрија     | Austrija Salcburg        | 1:0, 1:2            |
| 2004/05 | Kup UEFA         | 1. kolo       | Грчка        | Panionios                | 1:3, 1:0            |
| 2005/06 | Liga Šampiona    | 3. kolo kv.   | Португалија  | Sporting Lisabon         | 1:0, 3:2            |
|         |                  | Grupa         | Грчка        | Panatinaikos             | 3:0, 2:1            |
|         |                  | Grupa         | Шпанија      | Barselona                | 1:4, 0:2            |
|         |                  | Grupa         | Њемачка      | Verder Bremen            | 1:1, 3:4            |
| 2005/06 | Kup UEFA         | 3. kolo       | Француска    | Lans                     | 3:0, 0:1            |
|         |                  | Osmina finala | Бугарска     | Levski Sofija            | 0:0, 1:2            |
| 2008/09 | Kup UEFA         | 1. kolo       | Њемачка      | Borusija Dortmund        | 2:0, 0:2 pen. (4:3) |
|         |                  | Grupa         | Енглеска     | Totenhem                 | 2:0                 |
|         |                  | Grupa         | Русија       | Spartak Moskva           | 2:1                 |
|         |                  | Grupa         | Хрватска     | Dinamo Zagreb            | 2:1                 |
|         |                  | Grupa         | Холандија    | NEC Nijmegen             | 0:2                 |
|         |                  | 3. kolo       | Пољска       | Leh Poznanj              | 2:2, 2:1            |
|         |                  | Osmina finala | Русија       | FK Zenit Sankt Peterburg | 2:0, 0:1            |
|         |                  | Četvrtfinale  | Њемачка      | Verder Bremen            | 1:3, 3:3            |
| 2011/12 | Liga šampiona    | Plej-of kolo  | Енглеска     | Arsenal                  | 0:1, 1:2            |
| 2011/12 | UEFA liga Evrope | Grupa         | Француска    | Ren                      | 2.1, 0:0            |
|         |                  | Grupa         | Шкотска      | Seltik                   | 1:1, 1:1            |
|         |                  | Grupa         | Шпанија      | Atletiko Madrid          | 2:0, 0:4            |
|         |                  | 2. kolo       | Грчка        | PAOK                     | 0:0, 3:0            |
|         |                  | Osmina finala | Холандија    | AZ Alkmar                | 0:2, 2:1            |
| 2012/13 | Liga šampiona    | Plej-of kolo  | Португалија  | Braga                    | 1:1, 1:1 pen. (4:5) |
| 2012/13 | Liga Evrope      | Grupa         | Енглеска     | Liverpool                | 3:2, 0:1            |
|         |                  | Grupa         | Русија       | Anži                     | 1:1, 0:2            |
|         |                  | Grupa         | Швајцарска   | Jang Bojs                | 1:3, 2:3            |

## Poznati bivši igrači
- Dino Zof
- Franko Kauzio
- Vinčenco Jakvinta
- Fabio Kvaljarela
- Antonio di Natale
- Ziko
- Oliver Birhof
- Tomas Helveg

## Spoljašnje veze
- Zvaničan sajt kluba (језик: италијански) (језик: енглески)